# بيتر رينرت
بيتر رينرت (بالإنجليزية: Peter Rennert)‏ مواليد 26 ديسمبر 1958 في نيويورك، الولايات المتحدة، هو لاعب كرة مضرب أمريكي سابق بدأ مسيرته كمحترف سنة 1980 وكان يلعب باليد اليسرى، اعتزل اللعب في 1987. أعلى تصنيف له في الفردي كان المركز الـ 40 في سنة 1980. أعلى تصنيف له في الزوجي كان المركز الـ 9 في سنة 1983.

## النهائيات
| الحصيلة | الرقم | التاريخ | الدورة                                | الأرضية  | الشريك       | المنافس في النهائي           | النتيجة في النهائي |
| ------- | ----- | ------- | ------------------------------------- | -------- | ------------ | ---------------------------- | ------------------ |
| الوصافة | 1.    | 1980    | بطولة نيوبورت للتنس، الولايات المتحدة | عشبية    | فريتز بونينج | أندرو باتيسون بوتش والتز     | 6–7, 4–6           |
| الوصافة | 2.    | 1981    | ميلان، إيطاليا                        | سجاد     | جون ماكنرو   | براين غوتفريد راؤول راميريز  | 6–7, 3–6           |
| الفوز   | 1.    | 1982    | بطولة كوينز للتنس، المملكة المتحدة    | عشبية    | جون ماكنرو   | فيكتور أمايا هانك فيستر      | 7–6, 7–5           |
| الفوز   | 2.    | 1982    | سيدني، أستراليا                       | صلبة (i) | جون ماكنرو   | ستيف دينتون مارك إدموندسون   | 6–3, 7–6           |
| الوصافة | 3.    | 1982    | طوكيو، اليابان                        | سجاد     | جون ماكنرو   | تيم غوليكسون توم غوليكسون    | 4–6, 6–3, 6–7      |
| الوصافة | 4.    | 1983    | سيدني، أستراليا                       | صلبة (i) | جون ماكنرو   | مارك إدموندسون شيرود ستيوارت | 2–6, 4–6           |

## روابط خارجية
- بيتر رينرت على موقع رابطة محترفي التنس (الإنجليزية)
- بيتر رينرت على موقع الاتحاد الدولي لكرة المضرب (الإنجليزية)
- بيتر رينرت على موقع خلاصة التنس.كوم (الإنجليزية)